# Berg (Starnberger See)
Berg is een gemeente in de Duitse deelstaat Beieren en maakt deel uit van de Landkreis Starnberg.
Berg telt 8.371 inwoners.

## Indeling van de gemeente
Berg bestaat officieel uit 15 Gemeindeteile :
- Allmannshausen (kerkdorp)
- Assenhausen (dorp zonder eigen kerkgebouw)
- Aufhausen (dorp zonder eigen kerkgebouw)
- Aufkirchen (parochiedorp)
- Bachhausen (dorp zonder eigen kerkgebouw)
- Berg (kerkdorp)
- Biberkor (gehucht)
- Farchach (kerkdorp)
- Harkirchen (kerkdorp)
- Höhenrain (parochiedorp)
- Kempfenhausen (dorp zonder eigen kerkgebouw)
- Leoni (dorp zonder eigen kerkgebouw; genoemd naar een uit Italië afkomstige hofzanger Leoni (1770-1824), die hier een herberg bezat)
- Martinsholzen (Einöde)[2]
- Mörlbach (kerkdorp)
- Sibichhausen (dorp zonder eigen kerkgebouw)

## Ligging, infrastructuur

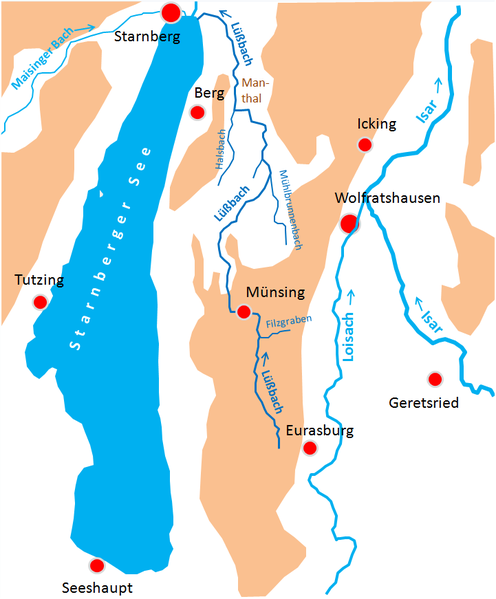
De Lüßbach. Oranje-bruin: gebied hoger dan 650 m boven de zeespiegel.

De gemeente ligt aan de noordoostelijke oever van de Starnberger See. Door de gemeente, en wel langs Höhenrain, Bachhausen en Farchach, stroomt de (niet bevaarbare) 21 km lange Lüßbach.
Per auto is Berg te bereiken via de Autobahn A95 München-Garmisch; vanaf Autobahnknooppunt Starnberg moet men dan over de A952/Bundesstraße 2 richting de stad Starnberg rijden, en te Percha linksaf slaan.
De dichtstbij gelegen spoorwegstations bevinden zich in Starnberg, Icking en Wolfratshausen. Van hier kan men per trein naar München Hauptbahnhof reizen. Van de gemeente Berg naar deze stations v.v. bestaan enige, weinig frequent rijdende, schoolbusdiensten. De gemeente Berg onderhoudt daarnaast voor haar gehandicapte en oudere inwoners een taxibusdienst tegen gereduceerd tarief (Sammeltaxi).

## Economie
De gemeente bestaat vooral van het toerisme (zie: Starnberger See) en de gezondheidszorg (sanatoria e.d.).

## Geschiedenis
In de buurt van Kempfenhausen, aan de  Starnberger See, zijn door archeologen enkele wrakken van boomstamkano's ontdekt, waarvan er ten minste één dateert van vóór het begin van de jaartelling.
Berg wordt in een document uit het jaar 822 voor het eerst vermeld. De meeste andere dorpjes in de gemeente zijn ook zeer oud, verscheidene ontstonden reeds in de 11e eeuw.
Keurvorst Ferdinand Maria van Beieren kocht grond te Berg en liet er Slot Berg bouwen.
In de zomer van 1866 logeerde de componist Richard Wagner op uitnodiging van koning Ludwig II van Beieren, die in Slot Berg zijn zomerresidentie had,  enige maanden te Kempfenhausen. De Villa Pellet, waar Wagner verbleef, is thans een schoolinternaat, behorende bij het grote gymnasium van de gemeente.
In de 19e en 20e eeuw lieten talrijke prominente, op gevorderde leeftijd geraakte Duitsers villa's aan het Starnberger Meer bouwen. Sommige ervan kregen later een bestemming als school, kliniek, hotel of openbaar gebouw.
In 2022 begon men met de bouw van een nieuw gemeentehuis te Berg.

## Foto's

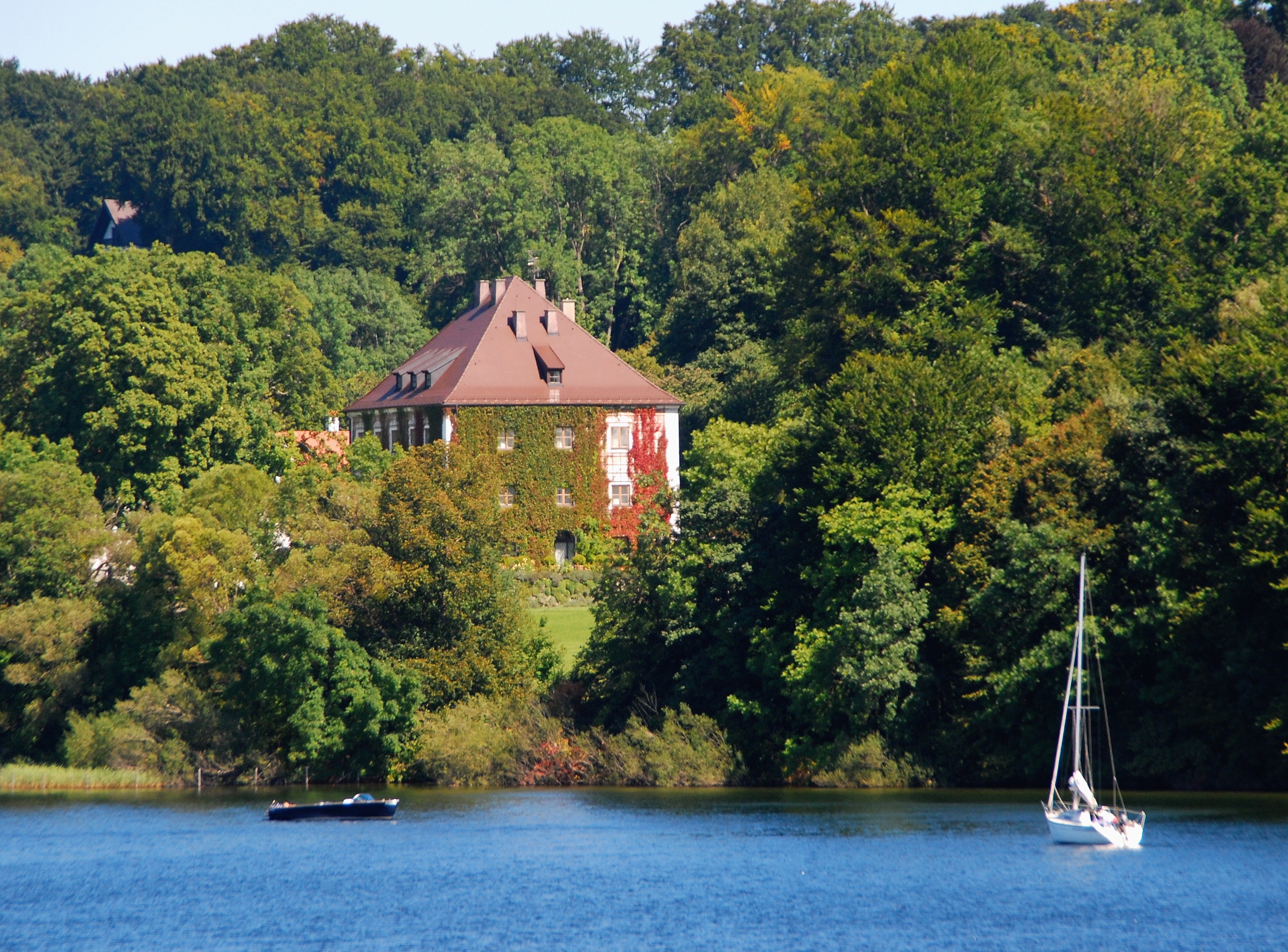
Kasteel Berg
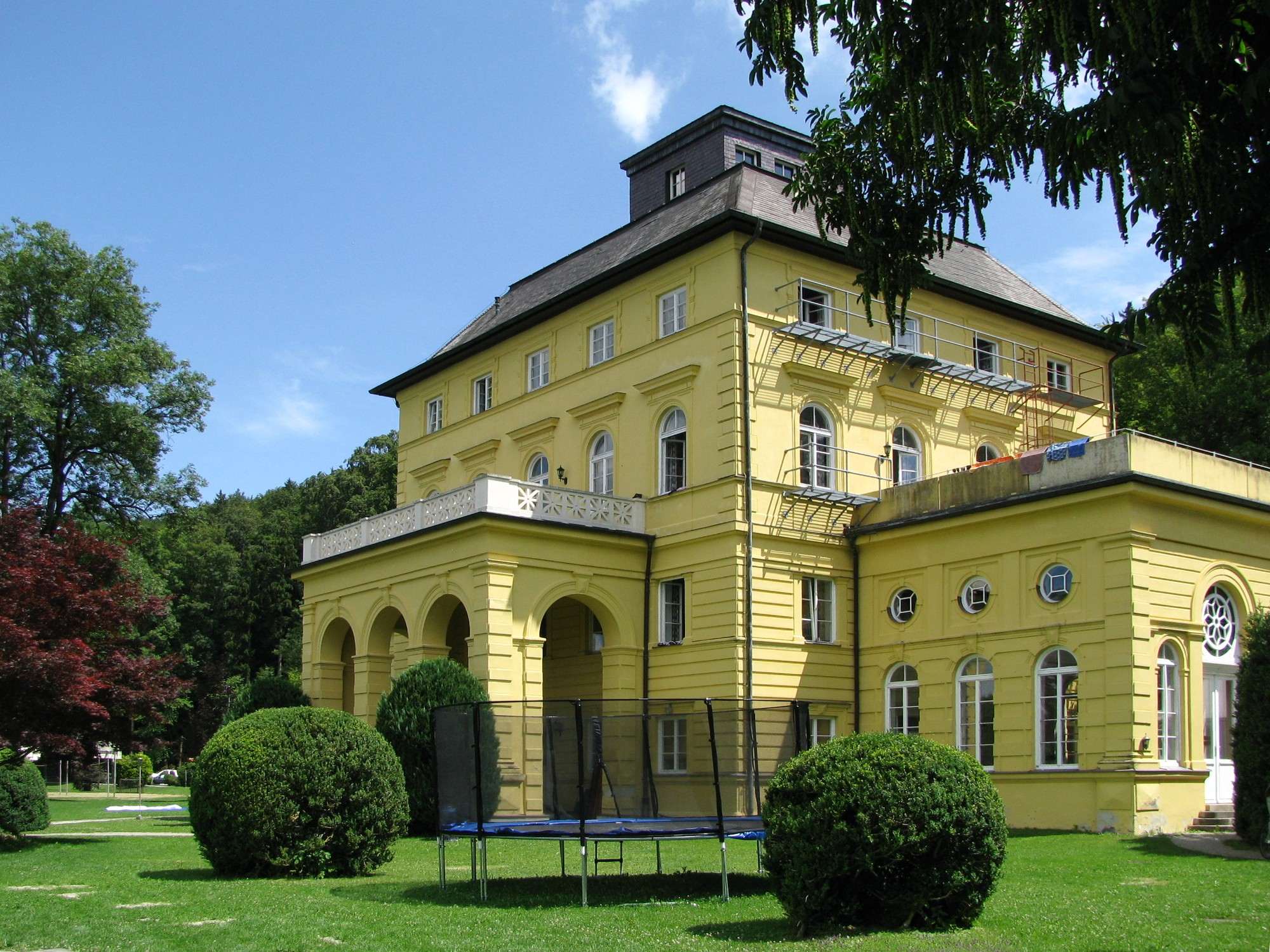
Kasteel Allmannshausen
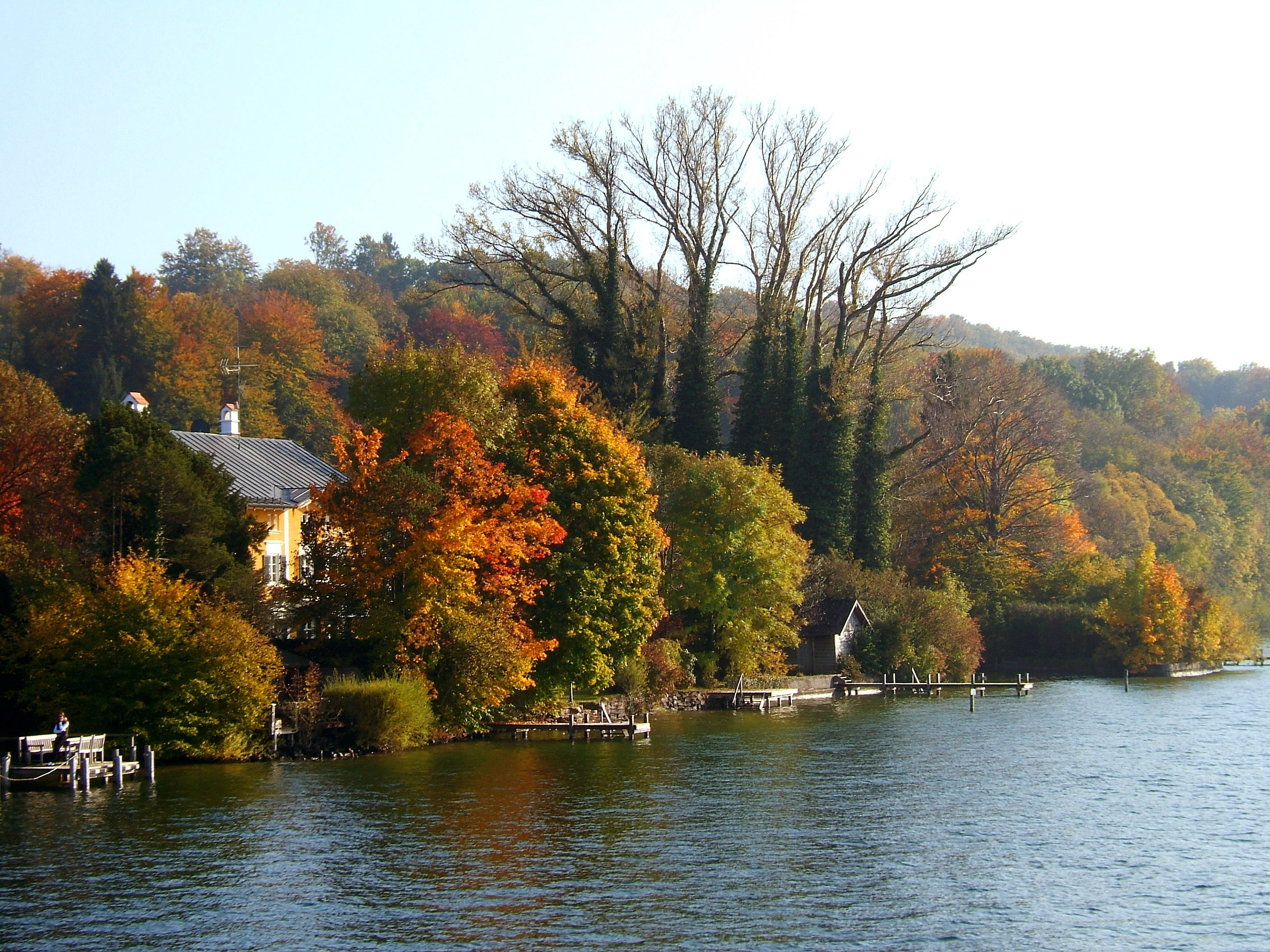
Aan de Starnberger See bij Leoni
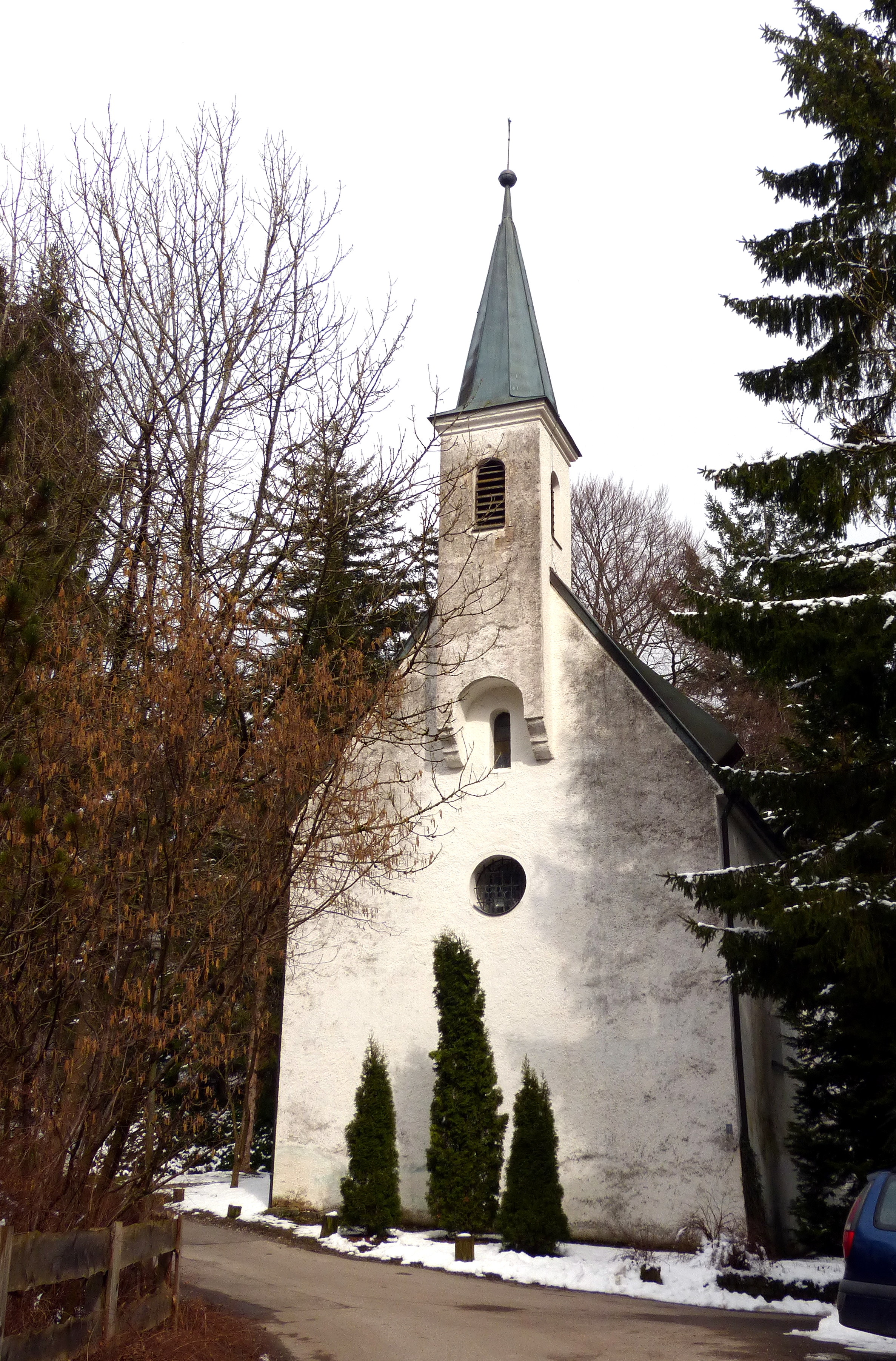
St. Stefanuskerk te Mörlbach
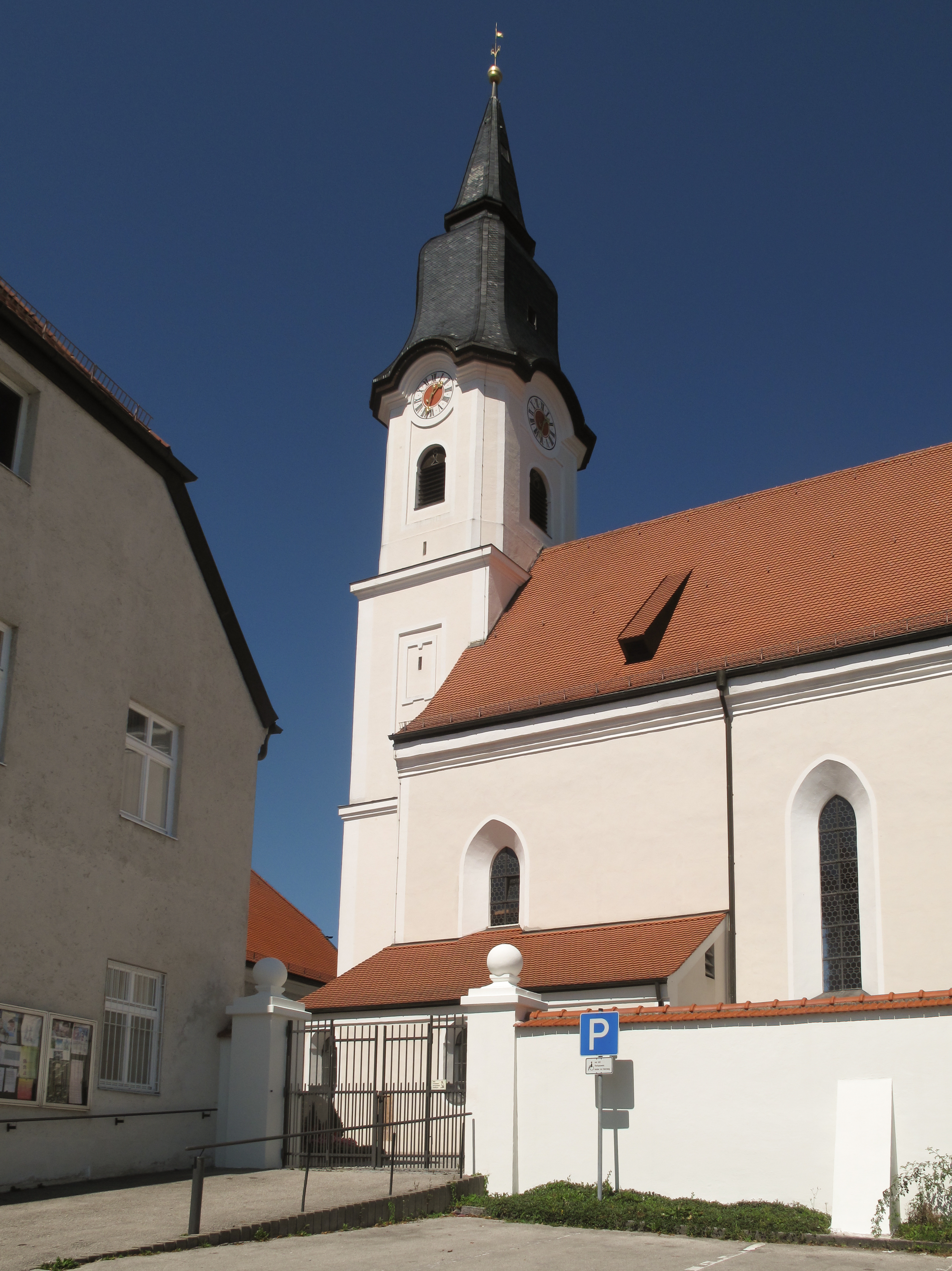
Maria-Hemelvaartkerk te Aufkirchen
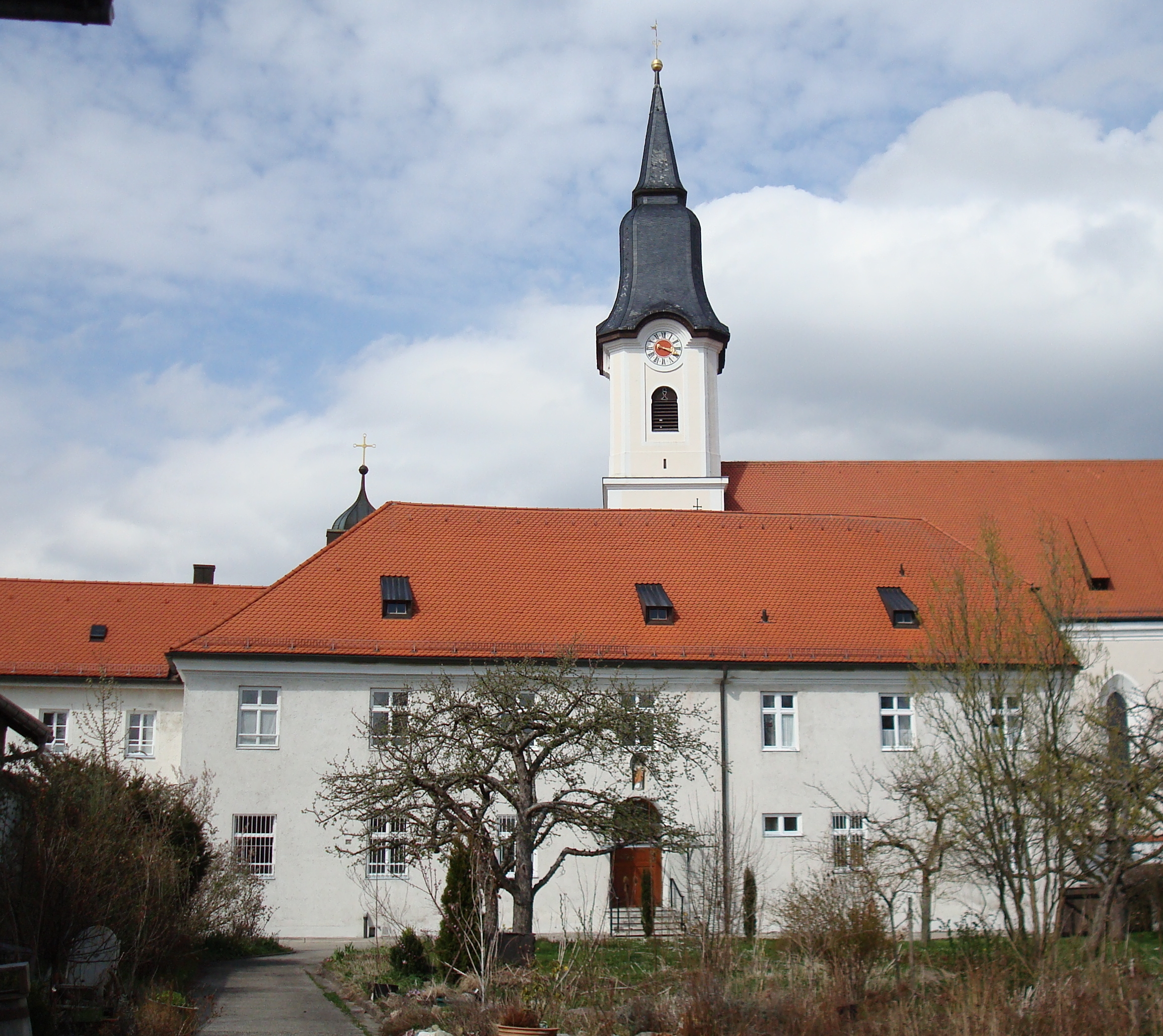
Klooster te Aufkirchen
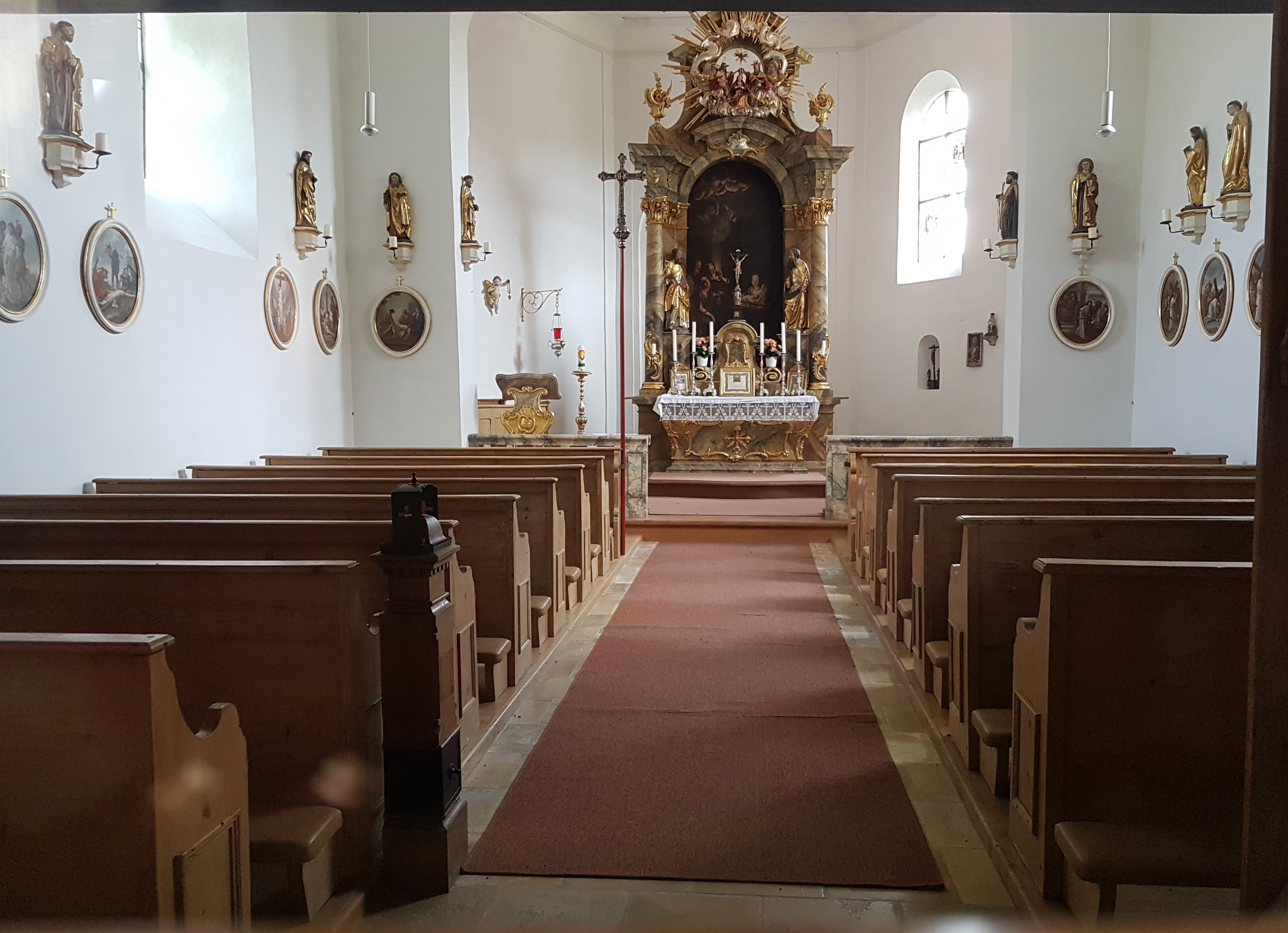
Interieur St. Pieters- en Pauluskerkje, Harkirchen
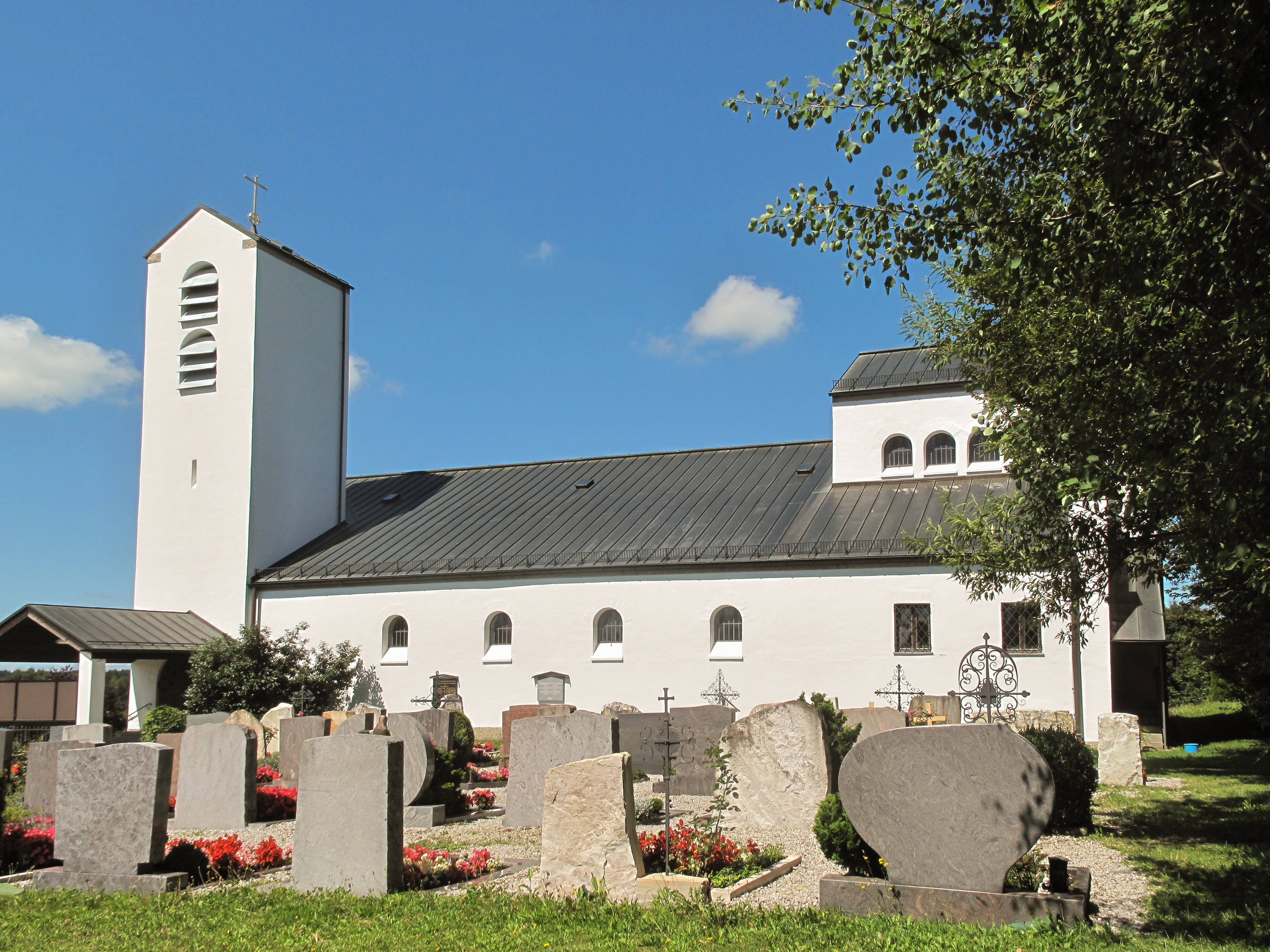
Heilig-Hartkerk te Höhenrain
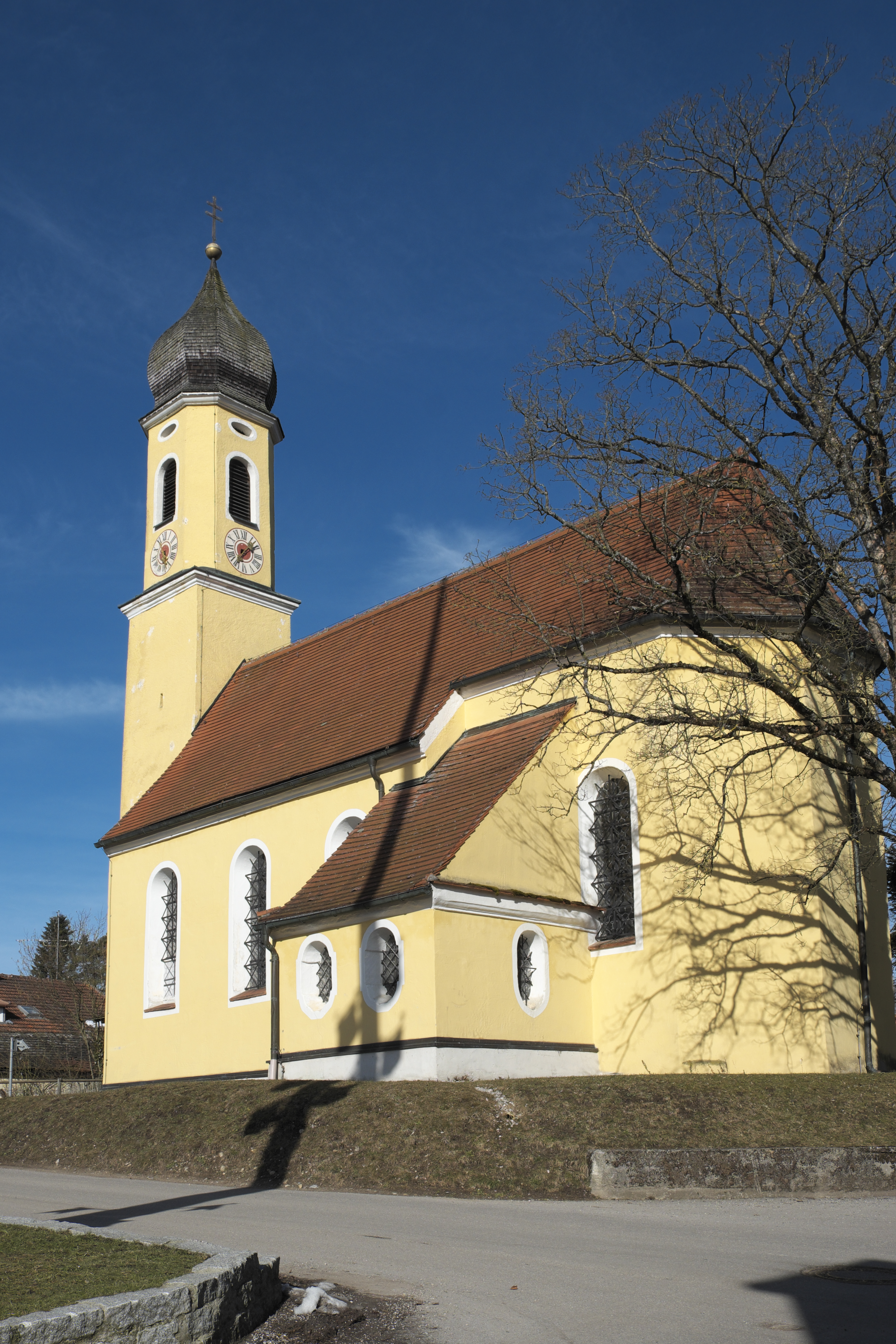
St. Valentijnskerk te Allmannshausen
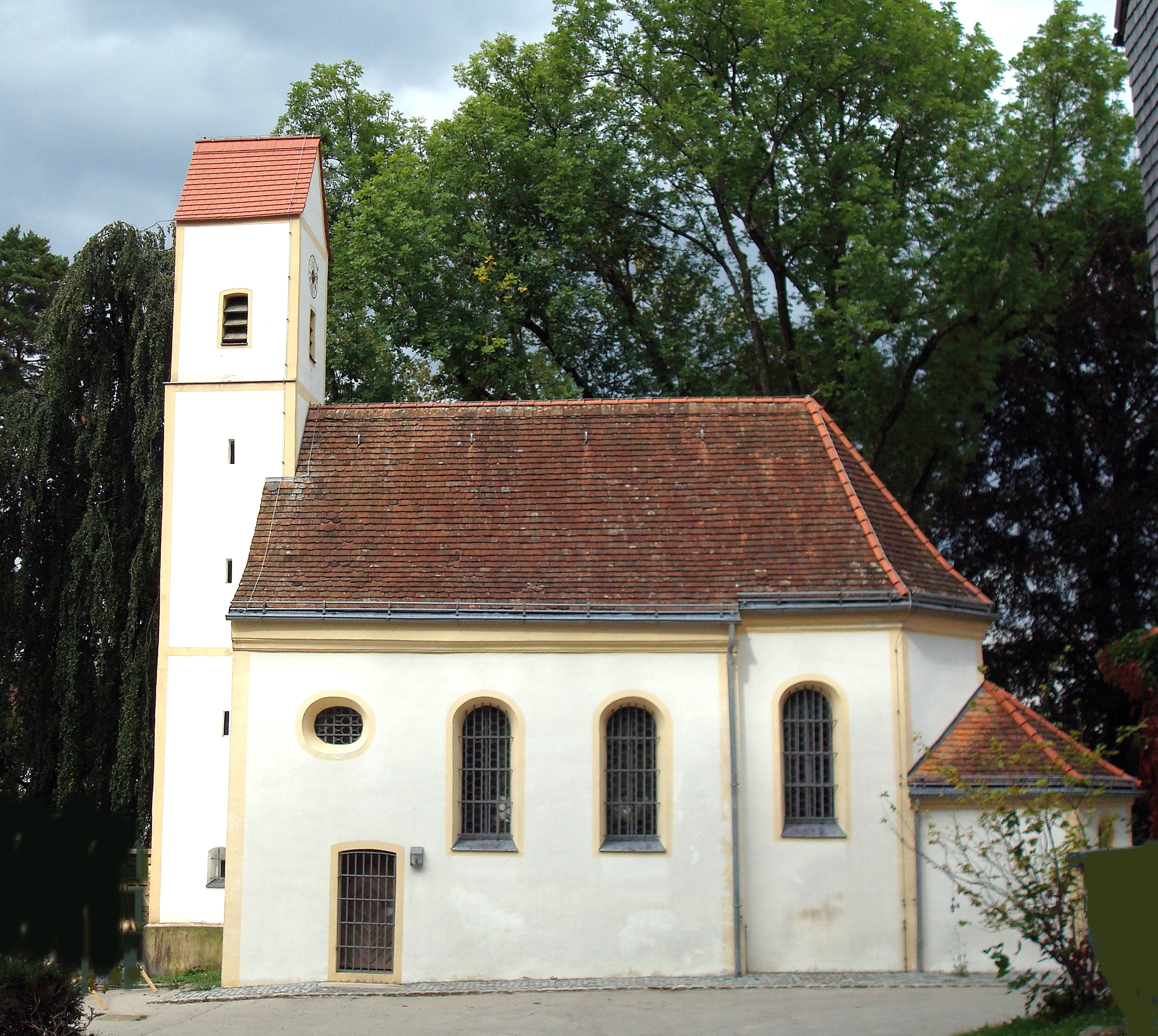
Sint-Annakapel, Kempfenhausen
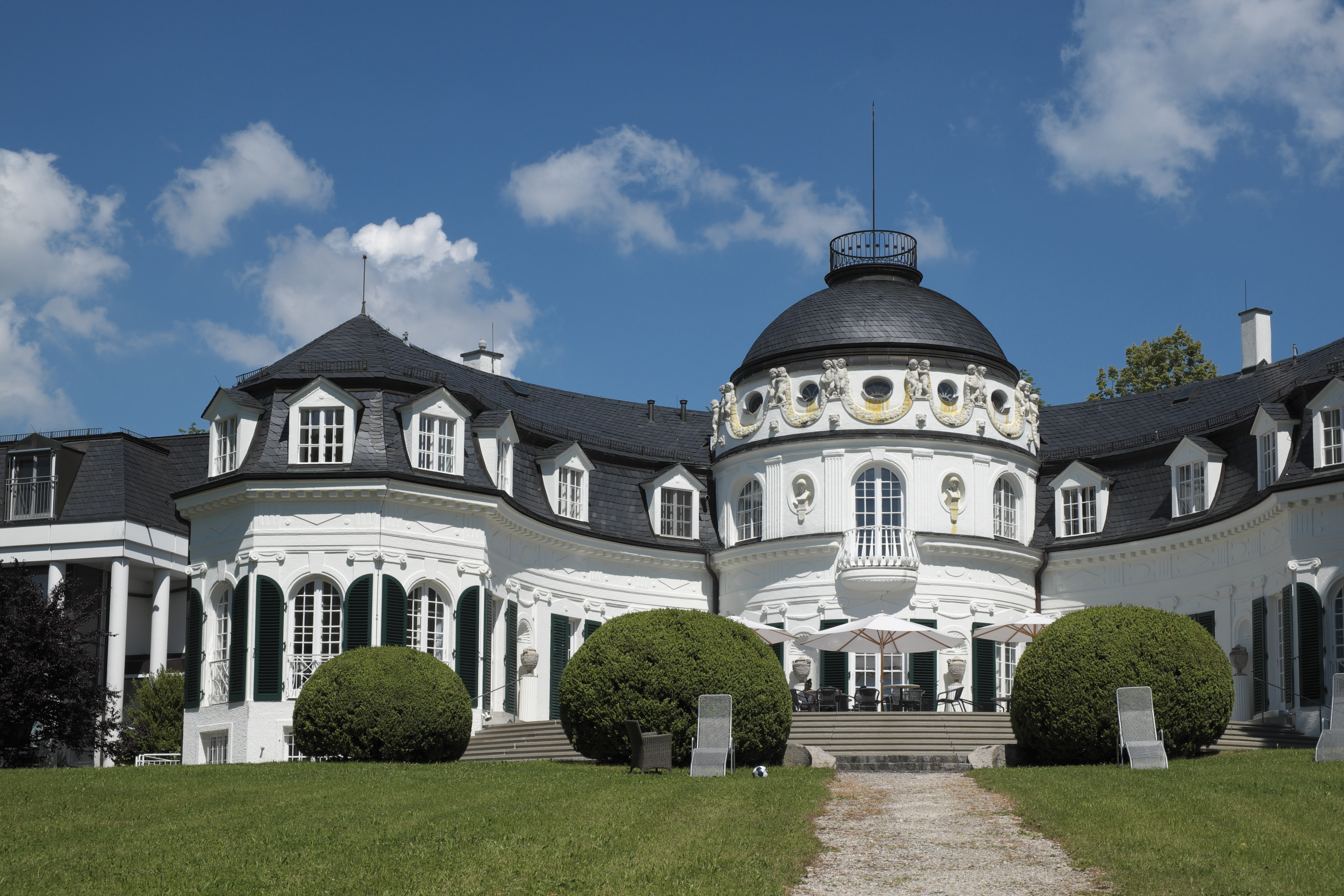
Villa de Osa (1909), Kempfenhausen, in gebruik als privé-kliniek
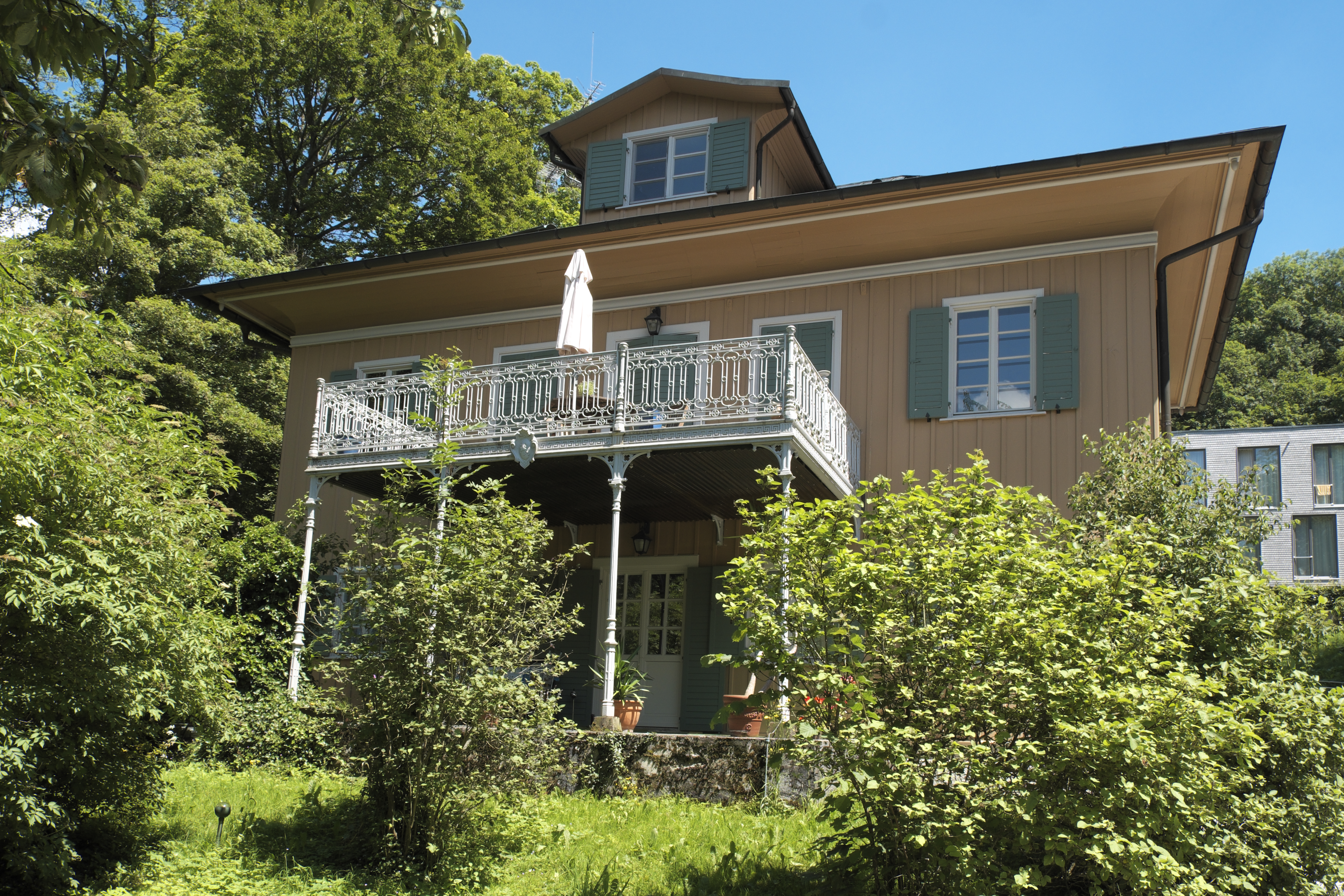
Villa Hackländer (1827), Leoni, in gebruik als volkshogeschool

## Bezienswaardigheden
- Het 17e-eeuwse Slot Berg, waar koning Ludwig II van Beieren in 1886 stierf.
- Kasteel Allmannshausen, evenals kasteel Berg aan het meer gelegen, dateert uit de 16e, 17e en voor het grootste deel uit de 19e eeuw. Het is eigendom van de deelstaat Beieren, die het aan een katholieke jeugdherberg-organisatie heeft verpacht.
- Enige architectonisch of kunsthistorisch interessante rooms-katholieke dorpskerken, vaak met barok interieur of een belangrijk altaarstuk, waaronder:
  - de St. Stefanuskerk te Mörlbach
  - de Heilig-Hartkerk te Höhenrain
  - de Maria-Hemelvaartkerk te Aufkirchen (gedeeltelijk 11e eeuw)
  - de in 1651 gebouwde St. Valentijnskerk te Allmannshausen
  - het St. Pieters- en Pauluskerkje te Harkirchen
- Toerisme aan het Starnberger Meer

## Varia

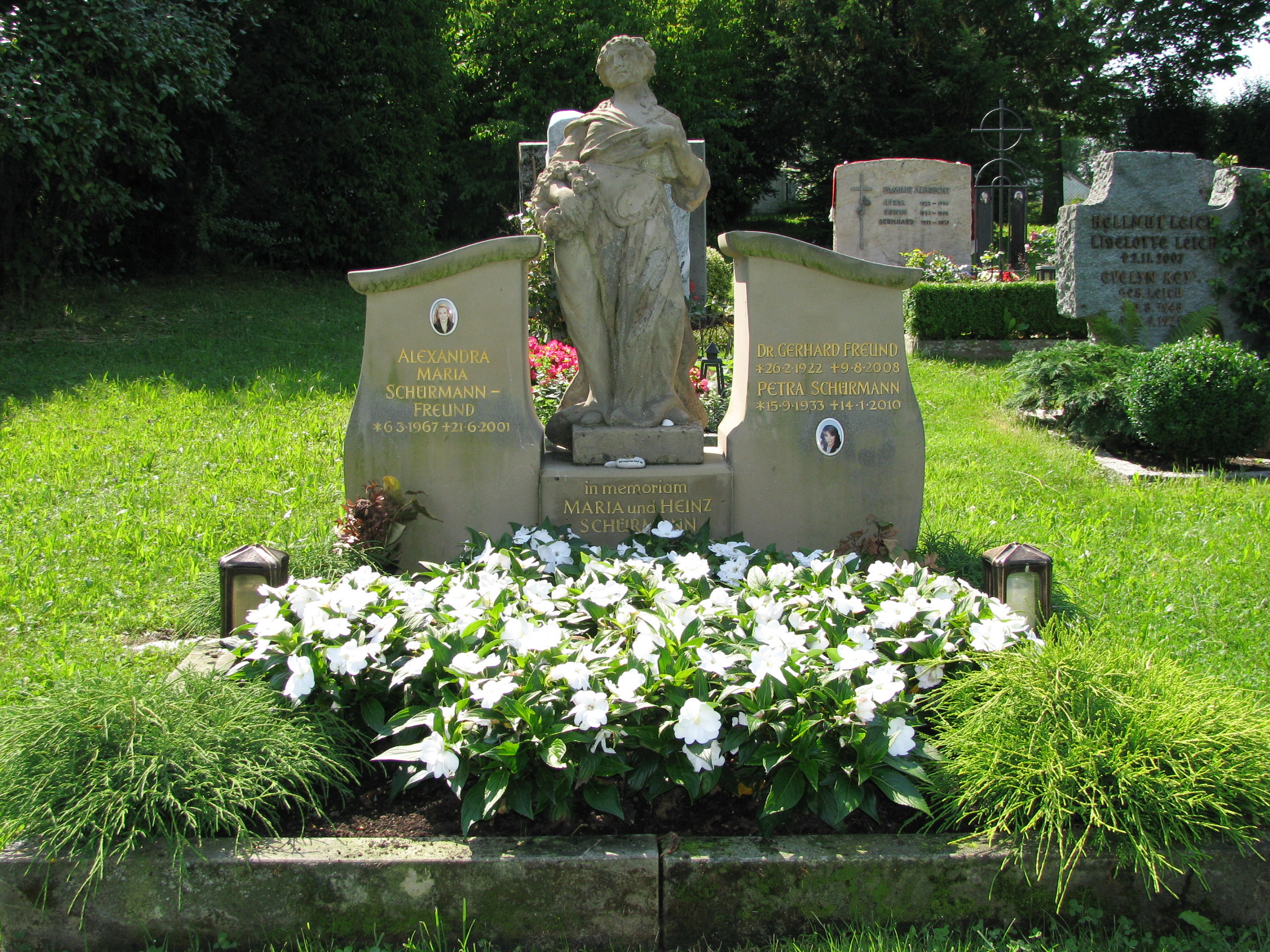
Graf van Petra Schürmann, Aufkirchen

Te Aufkirchen staat het klooster van de ongeschoeide karmelietessen. Naast dit klooster ligt een kerkhof, waar enige beroemde Duitsers begraven liggen, onder wie Fred Bertelmann, de acteur Heinz Rühmann en de tv-presentatrice Petra Schürmann.

### Bekende personen in relatie tot de gemeente
- De in de 19e eeuw zeer populaire schrijver van romans en reisverhalen Friedrich Wilhelm Hackländer, (* 1 november 1816 in Burtscheid; † 6 juli 1877 in Leoni) liet het dorp Leoni een naar hem genoemde villa na.
- Oskar Maria Graf werd in 1894 te Berg geboren.
- Bij Kasteel Berg overleed koning Ludwig II van Beieren in juni 1886.
- Te Kempfenhausen overleed in 1960 de acteur Hans Albers.
- Te Aufkirchen overleed in 1994 de acteur Heinz Rühmann.
- De operazanger Dietrich Fischer-Dieskau overleed te Berg in 2012.
- De bekende sportjournalist Harry Valérien overleed tijdens een autorit naar Berg, waarbij hij niet zelf achter het stuur zat, in 2012. Hij ligt te Aufkirchen begraven.
- De schlagerzanger en acteur Fred Bertelmann overleed in 2014 te Berg. Ook hij ligt te Aufkirchen begraven.

Andechs ·
Berg ·
Feldafing ·
Gauting ·
Gilching ·
Herrsching am Ammersee ·
Inning am Ammersee ·
Krailling ·
Pöcking ·
Seefeld ·
Starnberg ·
Tutzing ·
Weßling ·
Wörthsee